# Giorgio Pantano
Giorgio Pantano (Padova, Olaszország, 1979. február 4. –) olasz autóversenyző, a 2008-as GP2-széria bajnoka. 2004-ben a Formula–1-es világbajnokságon szereplő Jordan-istálló versenyzője volt.

## Pályafutása
1993 és 1999 között különböző gokart-bajnokságokban indult. Több nemzeti és nemzetközi sorozatot is megnyert mielőtt áttért a formulaautós szériákra. Az 1999-es évben is elindult több ilyen futamon, 2000-ben pedig már csak a német Formula–3-as bajnokságban versenyzett, ahol újoncként megnyerte az összetett értékelést. Ebben az évben a Formula–1-es világbajnokságon szereplő Benetton-istállónál tesztlehetőséget kapott.

### Formula–3000
2001 és 2003 között a nemzetközi Formula–3000-es sorozatban szerepelt. Első évében nem kezdett jól. Noha többször is az élmezőnyben teljesített, valamint háromszor is ő érte el a legjobb kört a futamokon, a magyar nagydíjig még csak pontot sem szerzett. A magyar versenyen ötödik lett, majd a szezonzárón, Monzában megszerezte első győzelmét. Tizenkét pontjával végül kilencedikként zárt a tabellán.
A 2002-es szezonra az olasz Coloni csapatához szerződött. Az idény egészén Sébastien Bourdais-el és Tomáš Enge-vel küzdött az összetett elsőségért. Megnyerte a spanyol, a német, valamint a belga futamot és végül mindössze két ponttal maradt alul Bourdais-el szemben a bajnoki címért. 2003-ra újfent csapatot váltott; a Durangohoz került. A szezonban két futamgyőzelmet szerzett: újfent győzött a spanyol viadalon, továbbá első lett a francia nagydíjon is. A pontversenyt Björn Wirdheim és Ricardo Sperafico mögött a harmadik helyen zárta.

### Formula–1

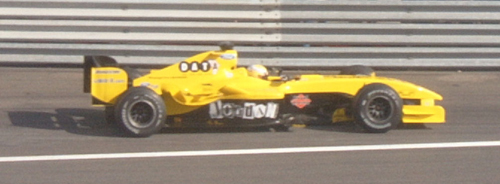
2004-ben a Jordan autójában

2004-et megelőzően már több Formula–1-es csapattal is tesztelt, a 2004-szezonra pedig versenyzői állást kapott a Jordan-istállónál.
Már az első futamok után szóba került a menesztése. A csapatfőnök, Eddie Jordan többször is hangoztatta, hogy nincs megelégedve Giorgio teljesítményével. A kanadai nagydíjon szponzorai nem voltak hajlandóak kifizetni az induláshoz szükséges összeget a csapat felé, amely így nem engedte rajthoz állni, és Timo Glockot indította helyette. Az amerikai versenyre már visszatért, és új menedzsmentet szervezett maga köré. Ettől függetlenül csak újabb hét futamig maradt a csapatnál, és az olasz versenyt követően távozott tőlük.

### GP2

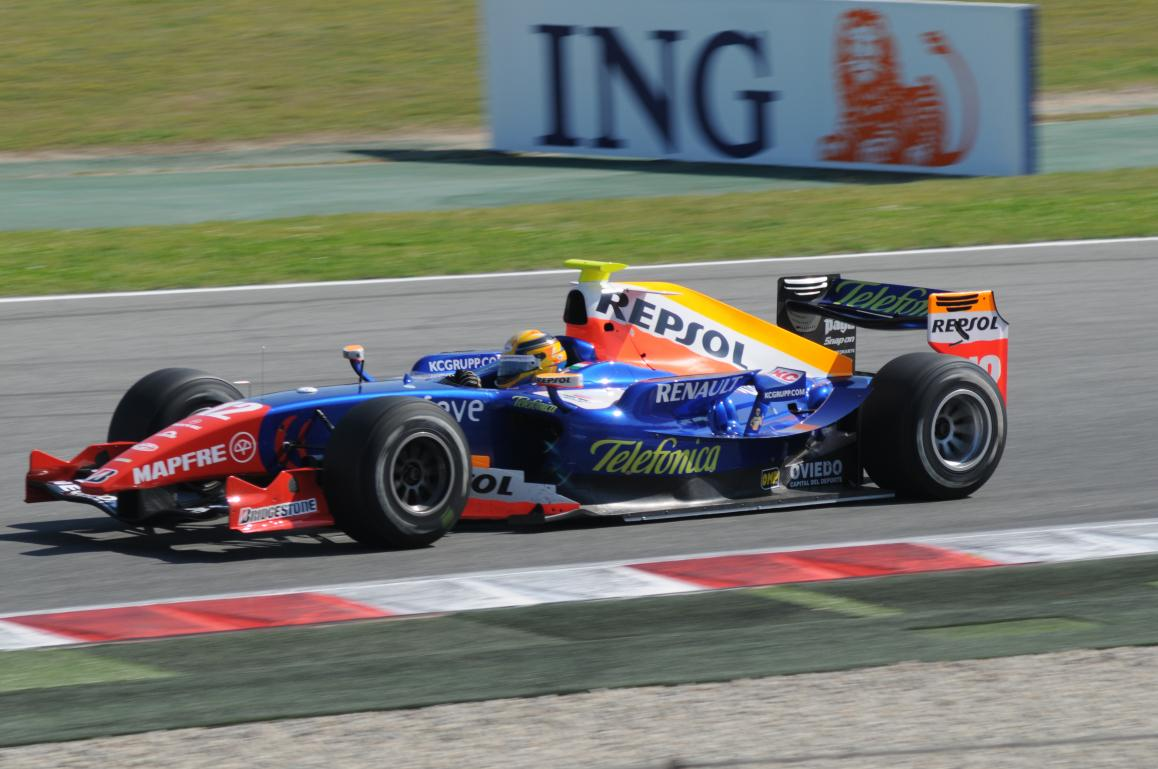
2008-ban a GP2-es sorozat spanyol versenyén

2005 és 2008 között a GP2-es sorozatban versenyzett. A 2005-ös szezont hatodikként zárta. A következő évet csak a negyedik fordulótól kezdte. Luca Filippi helyére érkezett a Fisichella Motor Sport-hoz. Győzött a francia sprintversenyen, Monzában pedig mind a két futamon első lett. Annak ellenére, hogy az első hat futamon nem indult, a pontverseny ötödik helyén végzett. A 2007-es szezonban két futamgyőzelmet szerzett; Timo Glock és Lucas di Grassi mögött harmadik lett az összetettben.
A 2008-as szezonban négy alkalommal győzött és további háromszor állt dobogón. Végül tizenkét pontos előnnyel nyerte meg a bajnokságot Bruno Senna előtt. A szabályok értelmében bajnokként, már nem indulhat többet a GP2-es sorozatban, és a cím elnyerése után szeretett volna újra Formula–1-es szerződést kapni. Hangoztatta, hogy a tehetsége mit sem számít, hogyha nincs mögötte elegendő szponzori háttér.

### 2009 után
2009-ben az AC Milan labdarúgócsapat autóját vezette a Superleague Formula-sorozatban. A második Magny-Cours-i futamon győzni tudott, emellett a versenyek nagy részén pontszerző volt. Végül a hetedik helyet szerezte meg a csapat számára. 2010-ben az Auto GP futamain vett részt.

### Jövő
Pantano 2010-ben szeretett volna az IndyCar Series-ben versenyezni a Panther Racing-nél de nem sikerült leszerződni ezért az Auto GP-be ment versenyezni. 2011-ben három futamon részt vehetett az IndyCar-ban amikor a sérűlt Justin Wilsont helyettesíthette.

## Eredményei

### Formula–3000 eredmények
(Táblázat értelmezése)

(Félkövér: pole-pozícióból indult; dőlt: leggyorsabb kört futott) 

| Év   | Csapat    | Modell      | Motor         | 1      | 2      | 3     | 4      | 5      | 6      | 7     | 8      | 9     | 10     | 11     | 12    | #  | Pontszám |
| ---- | --------- | ----------- | ------------- | ------ | ------ | ----- | ------ | ------ | ------ | ----- | ------ | ----- | ------ | ------ | ----- | -- | -------- |
| 2001 | Astromega | Lola B99/50 | Zytek V8      | BRA Ki | SMR 11 | ESP 9 | AUT 15 | MON Ki | EUR 21 | FRA 8 | GBR Ki | GER 7 | HUN 5  | BEL 11 | ITA 1 | 9. | 12       |
| 2002 | Coloni    | Lola B02/50 | Zytek-Judd KV | BRA 8  | SMR 3  | ESP 1 | AUT 4  | MON Ki | EUR Ki | GBR 4 | FRA 3  | GER 1 | HUN 2  | BEL 1  | ITA 3 | 2. | 54       |
| 2003 | Durango   | Lola B02/50 | Zytek-Judd KV | SMR Ki | ESP 1  | AUT 3 | MON Ki | EUR 16 | FRA 1  | GBR 2 | GER 7  | HUN 4 | ITA Ki |        |       | 3. | 41       |

### Formula–1 eredmények
(Táblázat értelmezése)

(Félkövér: pole-pozícióból indult; dőlt: leggyorsabb kört futott) 

| Év   | Csapat      | Modell      | Motor    | 1      | 2      | 3      | 4      | 5      | 6      | 7      | 8      | 9      | 10     | 11     | 12     | 13     | 14     | 15     | 16  | 17  | 18  | Helyezés | Pont |
| ---- | ----------- | ----------- | -------- | ------ | ------ | ------ | ------ | ------ | ------ | ------ | ------ | ------ | ------ | ------ | ------ | ------ | ------ | ------ | --- | --- | --- | -------- | ---- |
| 2004 | Jordan Ford | Jordan EJ14 | Ford V10 | AUS 14 | MAL 13 | BHR 16 | SMR Ki | ESP Ki | MON Ki | EUR 13 | CAN Ni | USA Ki | FRA 17 | GBR Ki | GER 15 | HUN Ki | BEL Ki | ITA Ki | CHN | JPN | BRA | 24.      | 0    |

### IndyCar Series eredmények
(Táblázat értelmezése)

(Félkövér: pole-pozícióból indult; dőlt: leggyorsabb kört futott) 

| Év   | Csapat                   | 1   | 2   | 3   | 4   | 5    | 6    | 7    | 8   | 9   | 10  | 11  | 12  | 13   | 14     | 15     | 16     | 17  | 18  | Helyezés | Pont |
| ---- | ------------------------ | --- | --- | --- | --- | ---- | ---- | ---- | --- | --- | --- | --- | --- | ---- | ------ | ------ | ------ | --- | --- | -------- | ---- |
| 2005 | Chip Ganassi Racing      | HMS | PHX | STP | MOT | INDY | TXS  | RIR  | KAN | NSH | MIL | MIS | KTY | PPIR | SNM 14 | CHI    | WGL 4  | FON |     | 26.      | 48   |
| 2011 | Dreyer & Reinbold Racing | STP | ALA | LBH | SAO | INDY | TXS1 | TXS2 | MIL | IOW | TOR | EDM | MDO | NHM  | SNM 17 | BAL 26 | MOT 16 | KTY | LVS | 34.      | 37   |

### GP2 eredmények
(Táblázat értelmezése)

(Félkövér: pole-pozícióból indult; dőlt: leggyorsabb kört futott) 

| Év   | Csapat                         | 1          | 2          | 3          | 4          | 5          | 6          | 7         | 8          | 9          | 10         | 11        | 12         | 13         | 14        | 15         | 16        | 17          | 18         | 19         | 20         | 21         | 22        | 23        | Helyezés | Pont |
| ---- | ------------------------------ | ---------- | ---------- | ---------- | ---------- | ---------- | ---------- | --------- | ---------- | ---------- | ---------- | --------- | ---------- | ---------- | --------- | ---------- | --------- | ----------- | ---------- | ---------- | ---------- | ---------- | --------- | --------- | -------- | ---- |
| 2005 | Super Nova Racing              | SMR FEA 13 | SMR SPR Ki | ESP FEA 13 | ESP SPR 14 | MON FEA Ki | EUR FEA 2  | EUR SPR 7 | FRA FEA 10 | FRA SPR 7  | GBR FEA 12 | GBR SPR 7 | GER FEA 6  | GER SPR 2  | HUN FEA 3 | HUN SPR 3  | TUR FEA 2 | TUR SPR 8   | ITA FEA 6  | ITA SPR 3  | BEL FEA Hn | BEL SPR 11 | BHR FEA 5 | BHR SPR 5 | 6.       | 49   |
| 2006 | Petrol Ofisi FMS International | VAL FEA    | VAL SPR    | SMR FEA    | SMR SPR    | EUR FEA    | EUR SPR    | ESP FEA 9 | ESP SPR 7  | MON FEA Ki | GBR FEA 5  | GBR SPR 4 | FRA FEA 6  | FRA SPR 1  | GER FEA 4 | GER SPR 5  | HUN FEA 3 | HUN SPR 13  | TUR FEA Ki | TUR SPR Ki | ITA FEA 1  | ITA SPR 1  |           |           | 5.       | 44   |
| 2007 | Campos Grand Prix              | BHR FEA Ni | BHR SPR Ki | ESP FEA Ki | ESP SPR 6  | MON FEA 2  | FRA FEA 1  | FRA SPR 3 | GBR FEA Ki | GBR SPR 8  | EUR FEA 4  | EUR SPR 7 | HUN FEA Ki | HUN SPR 7  | TUR FEA 2 | TUR SPR 12 | ITA FEA 1 | ITA SPR Kiz | BEL FEA Ki | BEL SPR 14 | VAL FEA 2  | VAL SPR 5  |           |           | 3.       | 59   |
| 2008 | Racing Engineering             | ESP FEA 4  | ESP SPR 3  | TUR FEA 1  | TUR SPR 4  | MON FEA Ki | MON SPR Ki | FRA FEA 1 | FRA SPR Ki | GBR FEA 1  | GBR SPR 3  | GER FEA 1 | GER SPR Ki | HUN FEA 14 | HUN SPR 5 | EUR FEA 14 | EUR SPR 3 | BEL SPR Kiz | BEL SPR EX | ITA FEA 10 | ITA SPR 5  |            |           |           | 1.       | 76   |

### Superleague Formula eredmények
(Táblázat értelmezése)

(Félkövér: pole-pozícióból indult; dőlt: leggyorsabb kört futott) 

| Év   | Csapat                       | 1      | 2     | 3     | 4      | 5     | 6      | 7     | 8     | 9      | 10     | 11    | 12     | Helyezés | Pont |
| ---- | ---------------------------- | ------ | ----- | ----- | ------ | ----- | ------ | ----- | ----- | ------ | ------ | ----- | ------ | -------- | ---- |
| 2009 | A.C. Milan Azerti Motorsport | MAG 12 | MAG 1 | ZOL 5 | ZOL 11 | DON 4 | DON 17 | EST 6 | EST 6 | MOZ 15 | MOZ 11 | JAR 3 | JAR 14 | 7.       | 286  |

### Superleague Final eredmények
(Táblázat értelmezése)

(Félkövér: pole-pozícióból indult; dőlt: leggyorsabb kört futott) 

| Év   | Csapat                       | 1     | 2       | 3      | 4     | 5       | 6      |
| ---- | ---------------------------- | ----- | ------- | ------ | ----- | ------- | ------ |
| 2009 | A.C. Milan Azerti Motorsport | MAG 2 | ZOL N/A | DON Nk | EST 6 | MOZ N/A | JAR Nk |

## Fordítás
- Ez a szócikk részben vagy egészben  a   Giorgio Pantano című angol Wikipédia-szócikk fordításán alapul.  Az eredeti cikk szerkesztőit annak laptörténete sorolja fel. Ez a jelzés csupán a megfogalmazás eredetét és a szerzői jogokat jelzi, nem szolgál a cikkben szereplő információk forrásmegjelöléseként.